# بتحلين
كرم المهر هي قرية لبنانية من قرى قضاء الضنية في محافظة الشمال.
- المساحة : 845 هكتار